# Weyn Ockers

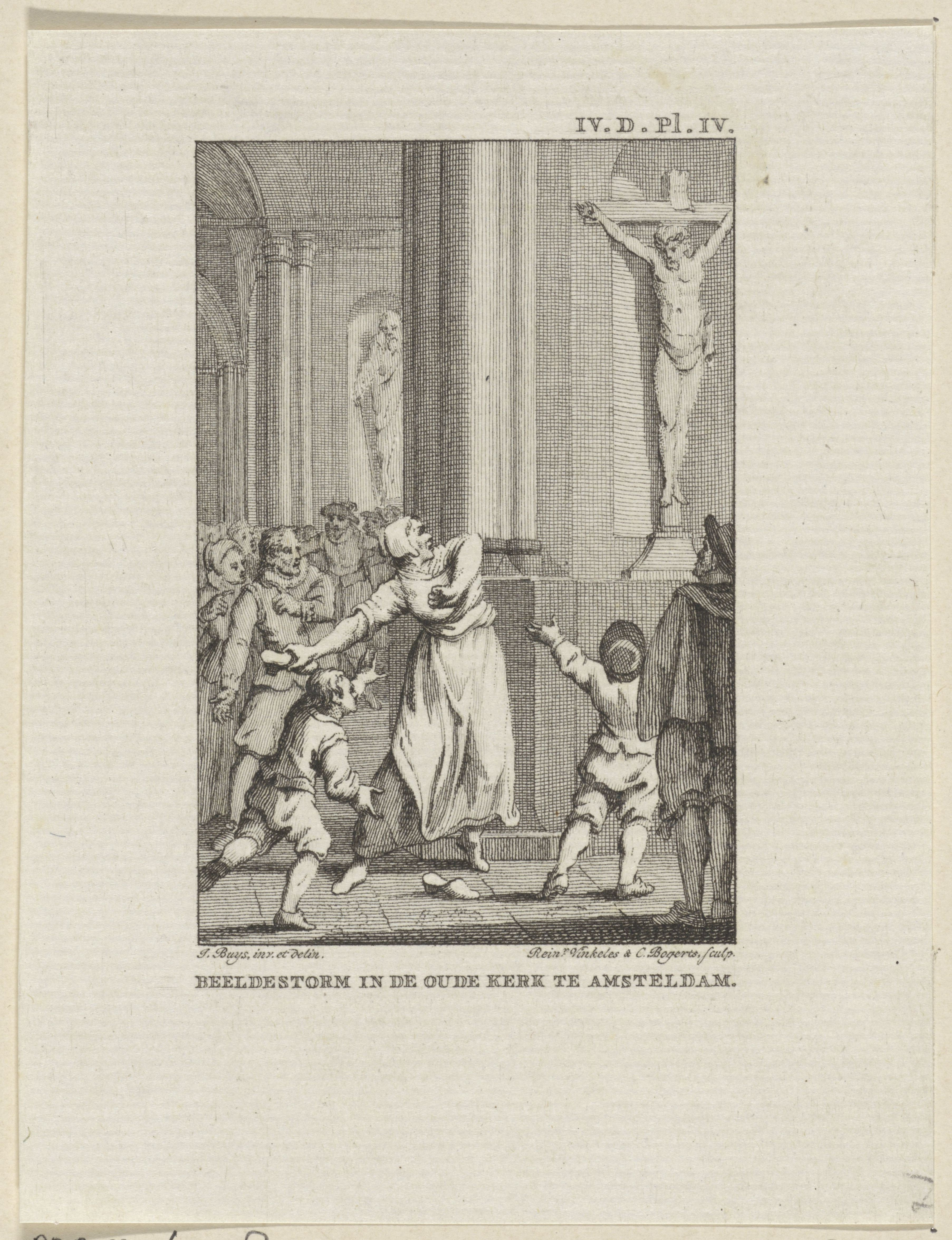

Weyn Ockers, även Adriaen Ockersdochter, död 22 juni 1568 i Amsterdam, var en nederländsk ikonoklastiker som avrättades tillsammans med Trijn Hendricksdr., (hennes piga) efter att 1566 ha deltagit i en bildstorming Oude Kerk i Amsterdam.   
Dotter till Adriaen Ockersz., notarie, och Duyf Jansdr. Gaeff. Gift med Jurriaen ter Meulen. Hennes mormor Lijsbeth Jansdr.hade år 1535 dömts till döden för sin roll i anabaptistupproret 1534-35. Hon ska under Beeldenstorm 1566 ha förstört en Maria-staty där kvinnor sedan gammalt brukade lämna dyrbara gåvor till kyrkan: hon ska också ha deltagit i privata predikningar och kastat en toffel genom en glasmålning i en kyrka, och anklagades under tortyr för att ha deltagit i flera andra bildstormingar med Trijn Hendricksdr. De dömdes båda till döden och avrättades genom att dränkas i ett vinfat fyllt med vatten.